# Brachysola
Brachysola, rod biljaka medićevki iz potporodice Prostantheroideae, kojemu pripada dvije endemske vrste grmova i polugrmova u Zapadnoj Australiji.

## Etimologija
Ime Brachysola potječe iz grčkog, gdje "brachy" znači kratko, i "sola" se odnosi na usamljenu prirodu cvjetova koje proizvode ove biljke. Ova etimološka pozadina doprinosi uvažavanju načina na koji se ove biljke povezuju sa svojim okolišem, često se ističući u svom okruženju. 

## Fizičke karakteristike
Biljke iz roda Brachysola pokazuju različite fizičke značajke ovisno o vrsti. Općenito, posjeduju:
- Lišće: Tipično, lišće je lancetasto do jajasto, ima bujnu zelenu boju koja naglašava njihovu ljepotu.
- Cvjetovi: dolaze u raznim bojama, često privlače oprašivače bogatstvom svog nektar. Cvjetovi obično rastu u grozdovima.
- Stabljike: Stabljike su obično robusne, što im omogućuje da izdrže vjetar i kišu, pokazujući njihovu prilagodljivost. [2]

## Prepoznatljive osobine
- Raspored lišća: većina vrsta pokazuje alternativni raspored lišća, što poboljšava fotosintezu.
- Struktura cvijeta: Cvjetovi obično imaju pet latica i radijalno su simetrični, što ih čini vizualno privlačnima.
- Oblik rasta: Ovisno o vrsti, mogu biti grmolike i guste ili više izdužene. [2]

## Ekološki značaj
Brachysola igra vitalnu ulogu u svojoj ekološkoj zajednici. Kao izvor nektara, privlače razne oprašivače, uključujući pčele i leptire, pridonoseći oprašivanju drugih biljaka u njihovoj blizini. Štoviše, njihovo gusto lišće može pružiti kritičan pokrov za brojne male životinje, povećavajući biološku raznolikost. 

## Preferirana klima i tlo
Ove biljke uspijevaju u različitim klimatskim uvjetima, ali se uglavnom nalaze u umjerenim područjima. Obično preferiraju dobro drenirana tla bogata organskom tvari, što im omogućuje optimalan rast i razvoj. Međutim, mogu se prilagoditi različitim vrstama tla, pokazujući svoju otpornost. 

## Rast i razmnožavanje
Biljke brachysola obično brzo rastu, osobito u povoljnim uvjetima. Razmnožavaju se spolno putem sjemena i vegetativno putem reznica ili izdanaka. Cvjetanje se često događa u toplijim mjesecima, poklapajući se s razdobljem aktivnosti njihovih oprašivača, što pomaže u osiguravanju uspješne oplodnje. 

## Uobičajeni štetnici i bolesti
Unatoč svojoj otpornosti, biljke Brachysola mogu biti osjetljive na razne štetočine kao što su lisne uši i paukove grinje. Gljivične infekcije također mogu predstavljati prijetnju, osobito u pretjerano vlažnim uvjetima. Redovito praćenje i metode organske kontrole štetočina mogu pomoći u učinkovitom upravljanju ovim problemima. 

## Ljudska upotreba
Uzgajaju se u vrtovima i krajolicima. Neke se vrste uzgajaju u ukrasne svrhe, povećavajući estetsku vrijednost parkova i privatnih vrtova. Osim toga, njihova otpornost ih čini prikladnima za upotrebu u kontroli erozije i u naporima uređenja prirodnog okoliša s ciljem obnove staništa. 

## Vrste
1. Brachysola coerulea (F.Muell. & Tate) Rye
2. Brachysola halganiacea (F.Muell.) Rye

## Sinonimi
- Chloanthes sect.Brachysolenia F.Muell.